# 小犬座YZ
小犬座YZ 是位於小犬座中的一顆紅色恆星。視星等為11.15，肉眼無法看到它。目前，這顆恆星正以+26.5公里/秒的日心徑向速度向更遠的地方移動。大約162,000年前，當它以10.2光年的距離通過近日點時，它最接近地球。小犬座YZ是繪架座β移動星群的潛在成員。
這是一顆紅矮星，恆星分類為M5V。 它也是耀星，因其恆星耀斑比太陽的耀斑更強大而得名，並且大約是木星大小的三倍。